# Crucifixió (Bartolomé Ordóñez)
Crucifixió és un conjunt escultòric fet per Bartolomé Ordóñez i que actualment forma part de la col·lecció permanent del Museu Frederic Marès.

## Descripció
Sens dubte, entre les obres renaixentistes de clara influència italiana que es conserven en la col·lecció, sobresurt aquesta crucifixió atribuïda a l'artista burgalès Bartolomé Ordóñez. Coneixem la seva activitat artística entre 1515, moment en què té establert el seu taller a Barcelona, i 1520, quan mor a la ciutat italiana de Carrara.
L'escena representa el moment anterior al davallament de la creu. Al centre hi apareix el Crist i als seus peus, defallida, la Verge amb les dues Maries. Els apòstols, d'esquena a l'espectador i abstrets en les seves tasques, creen un gran efecte escènic.
Crida l'atenció l'actitud calmada dels personatges, visible tant en els gests com en l'expressió dels rostres. Fins i tot l'anatomia del cos del Crist no reflecteix el calvari. Cadascuna de les figures està treballada de forma independent i amb un gran ús de l'escorç dels cossos.
Les estretes relacions estilístiques entre l'obra de fusta realitzada per Ordóñez per al cor de la Catedral de Barcelona i la peça del museu fan pensar que potser es va esculpir en la mateixa època, al voltant del 1518, coincidint amb la seva activitat barcelonina i en el moment de plenitud de l'artista.